# Hernando de Luque
Hernando de Luque (Olvera, Cadis, ? - ciutat de Panamà, 1532) fou un sacerdot castellà que formà part, junt a Diego de Almagro i Francisco Pizarro en la conquesta del Perú.
El 1514 arribà al Nou Món de la mà d'una expedició realitzada per Pedro Arias Dávila amb destinació a Panamà. Allà fou nomenat mestre d'escola de la catedral i provisor de la diòcesi de Santa María la Antigua del Darién. En fundar-se la ciutat de Panamà arribà a ocupar el càrrec de vicari i rector.
En la capitulació de Toledo, del 26 de juliol de 1529, que firmà Pizarro amb l'emperador Carles V, Hernando de Luque sol·licità el bisbat de Tumbes i se'l nomenà protector general dels indis. Dos anys després formà una societat amb Francisco Pizarro i Diego de Almagro, amb la finalitat d'organitzar una expedició que continués les terres explorades per Pascual de Andagoya en la conquesta del Perú. Va morir el 1532.